# Leibniz-Gemeinschaft
La Leibniz-Gemeinschaft ou Communauté Leibniz est un regroupement d’instituts de recherche allemands œuvrant dans différents domaines scientifiques. Sa dénomination officielle est : Wissenschaftsgemeinschaft Gottfried Wilhelm Leibniz e.V., en français : Communauté scientifique G. W. Leibniz ; elle est aussi souvent désignée par le sigle WGL. Son statut juridique est celui d’une e.V. c’est-à-dire d’une association déclarée.
Il s’agit de l’un des quatre organismes de recherches allemands qui au côté des établissements universitaires « assurent » la recherche publique allemande. Ses missions de recherche sont à la convergence entre la recherche fondamentale et la recherche appliquée. Les domaines scientifiques concernés vont des sciences sociales et humaines aux sciences de la nature. Certains membres, tels les musées, ont une mission de « service » en plus de leur mission scientifique. En 2007, la WGL était composés de 84 établissements membres répartis en cinq sections selon leurs domaines d’activité. Les instituts membres sont souvent « adossés » à une université car ils n’ont pas le droit de décerner eux-mêmes les grades universitaires tel que le doctorat.
Le budget de la WGL est d’environ 1,1 milliard d’euros dont un tiers est assuré par le Bund (État fédéral) et un autre tiers par les Länder. Son siège est Berlin mais son administration générale est sise à Bonn, Eduard-Pflüger-Strasse 55. Elle emploie un peu moins de 14 000 personnes dont environ 10-15 % d’étudiants en doctorat.

## Formation de la WGL
La Blaue Liste — Traditionnellement, la recherche et l’enseignement en Allemagne sont fortement décentralisés, les Länder étant « indépendants » pour les domaines de la culture et du savoir. L’organisation et le financement de la recherche se font donc conjointement entre le Bund (l’État fédéral) et les Länder selon les modalités décrites dans la constitution allemande. En simplifiant, on peut dire que les Länder ont la gestion des fonds alloués par l’état fédéral. À partir de 1969, des modifications de la constitution permettent de nouvelles possibilités de coopération sur des projets ayant un intérêt pour l’ensemble de l’Allemagne. Ceci conduisit à partir de 1977 à dresser une liste de 46 instituts extra-universitaires nommée Blaue Liste ou liste bleue en français (car elle était écrite sur du papier bleu à l’origine). Afin de maintenir un haut standard de qualité, un système d’audit (Evaluierung) fut mise en place pouvant conduire à l’exclusion du réseau et l’admission d’un nouveau membre ne pouvait se faire quasiment qu’en remplacement d’un ancien. Entre 1977 et 1989 environ 10 % des membres de la Blaue Liste ont changé.
L’intégration d’instituts de la RDA — À la suite de la réunification allemande qui se produisit au cours de l’année 1990, le système scientifique de l’ex-RDA fut intégré à celui de la république fédérale. Après une évaluation menée par le Wissenschaftsrat (conseil scientifique de la fédération), 34 instituts de l’ex-Allemagne de l’Est furent intégrés en 1992 à la Blaue Liste dont le nombre d’instituts affiliés et le personnel doubla quasiment. La Blaue Liste devint la Arbeitsgemeinschaft Blaue Liste (AG-BL, en français : Groupe de travail de la liste bleue) puis Wissenschaftsgemeinschaft Blaue Liste (WBL, en français : Communauté scientifique de la liste bleue). En 1997 elle prit son nom actuel en l’honneur du scientifique Gottfried Wilhelm Leibniz né à Leipzig en 1646.

## Instituts membres

### Section A: sciences humaines et de l’éducation
| Nom de l’institut | Localisation        | Sigle |
| --- | ------------------- | ----- |
| Deutsches Bergau-Museum (Musée allemand de l’industrie minière)                                                                        | Bochum (RW)         | DBM   |
| Deutsches Institut für Erwachsenenbildung (de) (Institut allemand pour la formation des adultes)                                       | Bonn (RW)           | DIE   |
| Deutsches Institut für Internationale Pädagogische Forschung (de) (Institut allemand pour la recherche pédagogique internationale)     | Francfort/Main (HE) | DIPF  |
| Deutsches Museum (Musée allemand) | Munich (BA)         | DM    |
| Deutsches Schiffahrtsmuseum (Musée allemand de la navigation)                                                                          | Bremerhaven (HB)    | DSM   |
| Germanisches Nationalmuseum (Musée national germanique)                                                                                | Nuremberg (BA)      | GNM   |
| Institut Herder de Marbourg | Marbourg (HE)       | HI    |
| Institut für Deutsche Sprache (en) (Institut pour la langue allemande)                                                                 | Mannheim (BW)       | IDS   |
| Institut Leibniz d'histoire européenne (de)                                                                                            | Mayence (RP)        | IEG   |
| Institut d'histoire contemporaine | Munich (BA)         | IfZ   |
| Institut für die Pädagogik der Naturwissenschaften (Institut pour la pédagogie des sciences de la nature)                              | Kiel (SH)           | IPN   |
| IWF Wissen und Medien gGmbH | Göttingen (BS)      | IWF   |
| Institut für Wissenmedien (Centre de recherche sur la communication scientifiques)                                                     | Tübingen (BW)       | IWM   |
| Römisch-Germanisches Zentralmuseum (Musée central romain-germanique)                                                                   | Mayence (RP)        | RGZM  |
| Leibniz-Zentrum für Psychologische Information und Dokumentation (de) (Centre Leibniz de documentation et d’information psychologique) | Trèves (RP)         | ZPID  |
| Zentrum für Zeithistorische Forschung (Centre de recherche sur l’histoire du temps présent)                                            | Potsdam (BB)        | ZZF   |

### Section B: sciences sociales et économiques, aménagement du territoire
| Nom de l’institut | Localisation                      | Sigle |
| --- | --------------------------------- | ----- |
| Akademie für Raumforschung und Landesplanung (Académie pour la recherche spatiale et l’aménagement du territoire)               | Hanovre (NS)                      | ARL   |
| Deutsche Zentralbibliothek für Wirtschaftswissenschaften (Bibliothèque centrale allemande pour les sciences économiques)        | Kiel (SH)                         | ZBW   |
| Deutsches Institut für Wirtschaftsforschung (Institut allemand pour la recherche économique)                                    | Berlin (B)                        | DIW   |
| Deutsches Forschungsinstitut für öffentliche Verwaltung (Institut de recherche allemand sur la fonction publique)               | Spire (RP)                        | FÖV   |
| Gesellschaft Sozialwissenschaftlicher Infrastruktureinrichtungen                                                                | Bonn, Cologne (RW), Mannheim (BW) | GESIS |
| Institut für Agrarentwicklung in Mittel- und Osteuropa (Institut pour le développement agricole en Europe centrale et de l’Est) | Halle (ST)                        | IAMO  |
| Institut für Globale und Regional Studien (Institut pour les études globales et régionales)                                     | Hambourg (HH)                     | GIGA  |
| Institut für Länderkunde (Institut de géographie)                                                                               | Leipzig (SX)                      | IfL   |
| Institut für ökologische Raumentwicklung (Institut pour le développement écologique du territoire)                              | Dresde (SX)                       | IÖR   |
| Institut für Raumbezogene Sozialforschung (Institut Leibnitz de recherche sociétale et spatiale)                                | Erkner (BB)                       | IRS   |
| Institut für Wirtschaftsforschung (Institut de recherche économique)                                                            | Münich (BA)                       | ifo   |
| Institut für Wirtschaftsforschung Halle (Institut de recherche économique de Halle)                                             | Halle (ST)                        | IWH   |
| Institut für Weltwirtschaft (Institut d’économie internationale)                                                                | Kiel (SH)                         | IfW   |
| Rheinisch-Westfälisches Institut für Wirtschaftsforschung (Institut rhénano-westphalien de recherche économique)                | Essen (RW)                        | RWI   |
| Wissenschaftszentrum Berlin für Sozialforschung (Centre berlinois de recherche sociale)                                         | Berlin (B)                        | WZB   |
| Zentrum für europäische Wirtschaftsforschung (Centre de recherche économique européenne)                                        | Mannheim (BW)                     | ZEW   |

### Section C: sciences de la vie
| Nom de l’institut | Localisation        | Sigle |
| --- | ------------------- | ----- |
| Bernhard-Nocht-Institut für Tropenmedizin (Institut Bernhard Nocht de médecine tropicale)                                                                              | Hambourg (HH)       | BNI   |
| Deutsches Diabetes-Zentrum (Centre allemand du diabète) | Düsseldorf (RW)     | DDZ   |
| Deutsche Forschungsanstalt für Lebensmittelchemie (Institut de recherche allemand de chimie alimentaire)                                                               | Garching (BA)       | DFA   |
| Deutsche Sammlung von Mikroorganismen und Zellkulturen (Collection allemande de microorganismes et de culture cellulaire)                                              | Brunswick (BS)      | DSMZ  |
| Deutsche Zentralbibliothek für Medizin (Bibliothèque centrale allemande de médecine)                                                                                   | Cologne (RW)        | ZBMed |
| Deutsches Institut für Ernährungsforschung (Institut allemand de recherche sur l’alimentation)                                                                         | Nuthetal ()         | DifE  |
| Deutsches Primatenzentrum (Centre allemand des primates) | Göttingen (BS)      | DPZ   |
| Forschunginstitut für die Biologie landwirtschaftlicher Nutztiere (Institut de recherche sur la biologie des animaux utile à l’agriculture)                            | Dummerstorf (MP)    | FBN   |
| Forschunginstitut und Naturmuseum Senckenberg (Institut de recherche et musée Senckenberg)                                                                             | Francfort/Main (HE) | FIS   |
| Forschungzentrum Borstel (centre de recherche de Borstel) | Borstel (SH)        | FZB   |
| Leibniz-Institut für Naturstoff-Forschung und Infektionsbiologie (Hans-Knöll Institut) (Institut de recherche sur les produits naturels et la biologie des infections) | Iéna (TH)           | HKI   |
| Heinrich-Pette-Institut für Experimentelle Virologie und Immunologie (Institut Heinrich Pette de virologie et d’immunologie expérimentales)                            | Hambourg (HH)       | HPI   |
| Institut für Alterforschung (Institut de gérontologie) | Iéna (TH)           | FLI   |
| Institut für Arbeitsphysiologie (Institut de physiologie du travail)                                                                                                   | Dortmund (RW)       | IfADo |
| Institut für Arterioskleroseforschung (Institut de recherche contre l’artériosclérose)                                                                                 | Münster (RW)        | LIFA  |
| Institut für Molekulare Pharmakologie (Institut de pharmacologie moléculaire)                                                                                          | Berlin (B)          | FMP   |
| Institut für Neurobiologie (Institut de neurobiologie) | Magdebourg (ST)     | IfN   |
| Institut für Pflanzenbiochemie (Institut de biochimie végétale) | Halle (ST)          | IPB   |
| Institut für Pflanzengenetik und Kulturpflanzenforschung (Institut de génétique végétale et de recherche sur les plantes cultivées)                                    | Gatersleben (ST)    | IPK   |
| Institut für Zoo- und Wildtierforschung (Institut de recherche sur les animaux sauvages et de zoo)                                                                     | Berlin (B)          | IZW   |
| Zoologisches Forschungsinstitut und Museum Alexander König (Institut et Musée zoologiques Alexander König)                                                             | Bonn (RW)           | ZFMK  |

### Section D: mathématique, sciences de la nature et de l’ingénieur
| Nom de l’institut | Localisation        | Sigle  |
| --- | ------------------- | ------ |
| Berliner Elektronenspeicherring-Gesellschaft für Synchrotronstrahlung (Société du rayonnement synchrotron)                         | Berlin (B)          | BESSY  |
| Fachinformationszentrum Chemie (Centre d’information spécialisée en chimie)                                                        | Berlin (B)          | FBHP   |
| Fachinformationszentrum Karlsruhe (Centre d’information spécialisée de Karlsruhe)                                                  | Karlsruhe (BW)      | FIZ KA |
| Ferdinand-Braun-Institut für Höchstfrequenztechnik (Institut Ferdinand Braun pour les hautes fréquences)                           | Berlin (B)          | FBH    |
| Forschungszentrum Dresden-Rossendorf (Centre de recherche de Dresde-Rossendorf)                                                    | Dresde (SX)         | FZD    |
| Leibniz-Institut für Astrophysik Potsdam (Institut Leibniz d’astrophysique de Potsdam)                                             | Potsdam (BB)        | AIP    |
| Leibniz-Institut für Atmosphärenphysik (Institut Leibniz de physique atmosphérique)                                                | Kühlungsborn (MP)   | IAP    |
| Leibniz-Institut für Festkörper- und Werkstoffforschung (Institut Leibniz de recherche sur les corps solides et les matériaux)     | Dresde (SX)         | IFW    |
| Institut für innovative Mikroelektronik (Institut de microélectronique innovante)                                                  | Francfort/Oder (BB) | IHP    |
| Institut für Katalyse (Institut de catalyse)                                                                                       | Rostock (MP)        | LIKAT  |
| Institut für Kristallzüchtung (Institut de croissance cristalline)                                                                 | Berlin (B)          | IKZ    |
| Institut für neue Materialen (Institut pour les nouveaux matériaux)                                                                | Saarbrücken (SR)    | INM    |
| Institut für Oberflächenmodifizierung (Institut pour les traitements de surface)                                                   | Leipzig (SX)        | IOM    |
| Institut für Plasmaforschung und Technologie (Institut de recherche et de technologie des plasmas)                                 | Greifswald (MP)     | INP    |
| Leibniz-Institut für Polymerforschung Dresden (Institut Leibniz de recherche sur les polymères)                                    | Dresde (SX)         | IPFDD  |
| Institute for Analytical Sciences (Institut des sciences analytiques)                                                              | Dortmund (RW)       | ISAS   |
| Internationales Begegnungs- und Forschungszentrum für Informatik (Centre international de rencontre et de recherche informatique)  | Wadern (SR)         | IBFI   |
| Kiepenheuer-Institut für Sonnenphysik (Institut Kiepenheuer de physique solaire)                                                   | Fribourg (BW)       | KIS    |
| Mathematisches Forschungsinstitut Oberwolfach (Institut de recherche mathématique d’Oberwolfach)                                   | Oberwolfach (BW)    | MFO    |
| Max-Born-Institute für Nichtlineare Optik und Kurzzeitspektroskopie (Institut Max Born d’optique non-linéaire et de spectroscopie) | Berlin (B)          | MBI    |
| Paul-Drude-Institut für Festkörperelektronik (Institut Paul-Drude d’électronique de l’état solide)                                 | Berlin (B)          | PDI    |
| Technische Informationsbibliothek (Bibliothèque d’information technique)                                                           | Hanovre (BS)        | TIB    |
| Weierstraß-Institut für Angewandte Analysis und Stochastik (Institut Weierstrass d'analyse appliquée et de stochastique)           | Berlin (B)          | WIAS   |

### Section E: sciences de l’environnement
| Nom de l’institut | Localisation                 | Sigle      |
| --- | ---------------------------- | ---------- |
| Leibniz-Institut für Agrartechnik Potsdam-Bornim (de) (Institut des techniques agraires)                                  | Potsdam (BB)                 | ATB        |
| Leibniz-Institut für Gemüse- und Zierpflanzenbau (de) (Institut pour la culture des plantes potagères et ornementales)    | Großbeeren (BB), Erfurt (TH) | IGZ        |
| Leibniz-Institut für Angewandte Geophysik (de) (Institut de géologie et des ressources naturelles)                        | Hanovre (BS)                 | GGA        |
| Leibniz-Institut für Gewässerökologie und Binnenfischerei (de)(Institut d’écologie aquatique et de la pêche en eau douce) | Berlin (B)                   | IGB        |
| Leibniz-Institut für Meereswissenschaften (Institut d’océanologie)                                                        | Kiel (SH)                    | IFM-GEOMAR |
| Leibniz-Institut für Ostseeforschung (Institut Leibniz pour la recherche en mer Baltique)                                 | Warnemünde (MP)              | IOW        |
| Leibniz-Institut für Troposphärenforschung (de)(Institut de recherche sur la troposphère)                                 | Leipzig (SX)                 | IfT        |
| Potsdam-Institut für Klimafolgenforschung (Institut de recherche de Potsdam sur les effets du changement climatique)      | Potsdam (BB)                 | PIK        |
| Leibniz-Zentrum für Agrarlandschaftsforschung (Centre de recherche sur les territoires agricoles)                         | Müncheberg (BB)              | ZALF       |